# Mate Ghvinianidze
Mate Ghvinianidze est un footballeur géorgien, né le 10 décembre 1986 à Tbilissi. Il évolue au poste de défenseur central.

## Palmarès
Vierge